# رود بيتي
رود بيتي (بالإنجليزية: Rod Beattie)‏ هو مصمم أزياء أمريكي، ولد في 1959 في كاليفورنيا في الولايات المتحدة.